# Nasaya
Nasaya là một chi bướm đêm thuộc họ Erebidae.